# Grand Prix Francji 1947
Grand Prix Francji 1947 (oryg. XXXIV Grand Prix de l'ACF) – jeden z wyścigów Grand Prix rozegranych w 1947 roku, a czwarty spośród tzw. Grandes Épreuves.

## Lista startowa
Na niebieskim tle kierowcy, którzy nie wzięli udziału w kwalifikacjach, lecz współdzielili samochód w czasie wyścigu
| Nr | Kierowca                | Zespół                | Samochód         | Silnik       |   |
| -- | ----------------------- | --------------------- | ---------------- | ------------ | - |
| 2  | Eugène Chaboud          | prywatny              | Talbot-Lago 150C | Talbot L6    | ? |
| 4  | Franco Comotti          | prywatny              | Talbot-Lago 150C | Talbot L6    | ? |
| 6  | Louis Chiron            | SFACS Ecurie France   | Talbot-Lago T26  | Talbot L6    | ? |
| 8  | Yves Giraud-Cabantous   | SFACS Ecurie France   | Talbot-Lago 150C | Talbot L6    | ? |
| 8  | Peter Selsdon           | SFACS Ecurie France   | Talbot-Lago 150C | Talbot L6    | ? |
| 10 | Luigi Chinetti          | prywatny              | Talbot-Lago T26  | Talbot L6    | ? |
| 16 | Raph                    | Ecurie Naphtra Course | Maserati 4CL     | Maserati L4c | ? |
| 18 | Pierre Levegh           | Ecurie Naphtra Course | Maserati 4CL     | Maserati L4c | ? |
| 22 | Emmanuel de Graffenried | prywatny              | Maserati 4CL     | Maserati L4c | ? |
| 24 | Henri Louveau           | Enrico Platé          | Maserati 4CL     | Maserati L4c | ? |
| 26 | Leslie Brooke           | ERA                   | ERA E            | ERA L6c      | ? |
| 28 | Reg Parnell             | prywatny              | ERA E            | ERA L6c      | ? |
| 28 | Ernie Wilkinson         | prywatny              | ERA E            | ERA L6c      | ? |
| 30 | Louis Rosier            | Ecurie Tricolore      | Talbot-Lago 150C | Talbot L6    | ? |
| 32 | Charles Pozzi           | prywatny              | Delahaye 135     | S Delahaye   | ? |
| 38 | Ian Connell             | ERA                   | ERA B            | ERA L6c      | ? |
| 38 | Peter Whitehead         | ERA                   | ERA B            | ERA L6c      | ? |
| 40 | Pierre Meyrat           | prywatny              | Delahaye 135S    | Delahaye L6  | ? |
| 40 | Maurice Varet           | prywatny              | Delahaye 135S    | Delahaye L6  | ? |
| 42 | Luigi Villoresi         | Scuderia Ambrosiana   | Maserati 4CL     | Maserati L4c | ? |
| 44 | Alberto Ascari          | Scuderia Ambrosiana   | Maserati 4CL     | Maserati L4c | ? |
| Nr | Kierowca                | Zespół                | Samochód         | Silnik       |   |

## Wyniki

### Kwalifikacje
Źródło: silhouet.com
| Poz. | Nr | Kierowca       | Konstruktor | Czas   | Poz. s. |
| ---- | -- | -------------- | ----------- | ------ | ------- |
| 1    | 24 | Henri Louveau  | Maserati    | 3:17,9 | 1       |
| 2    | 6  | Louis Chiron   | Talbot-Lago | 3:18,3 | 2       |
| 3    | 2  | Eugène Chaboud | Talbot-Lago | 3:23,4 | 3       |

### Wyścig
Źródło: statsf1
| 1                 |    | 6        | Louis Chiron                        | Talbot-Lago | 70            | 4:03:40,7          |                        |
| 2                 |    | 24       | Henri Louveau                       | Maserati    | 70            | +1:37,9            |                        |
| 3                 |    | 2        | Eugène Chaboud                      | Talbot-Lago | 69            | +1 okr             |                        |
| 4                 |    | 30       | Louis Rosier                        | Talbot-Lago | 69            | +1 okr             |                        |
| 5                 |    | 32       | Charles Pozzi                       | Delahaye    | 67            | +3 okr             |                        |
| 6                 |    | 4        | Franco Comotti                      | Talbot-Lago | 62            | +8 okr             |                        |
| 7                 |    | 38       | Ian Connell Peter Whitehead         | ERA         | 61            | +9 okr             | Samochód współdzielony |
| 8                 |    | 40       | Pierre Meyrat Maurice Varet         | Delahaye    | 61            | +9 okr             | Samochód współdzielony |
| Niesklasyfikowani |    |          |                                     |             |               |                    |                        |
|                   |    | 44       | Alberto Ascari                      | Maserati    | 63            | Awaria mechaniczna |                        |
|                   |    | 28       | Reg Parnell Ernie Wilkinson         | ERA         | 39            | Układ kierowniczy  | Samochód współdzielony |
|                   |    | 8        | Yves Giraud-Cabantous Peter Selsdon | Talbot-Lago | 39            | Silnik             | Samochód współdzielony |
|                   |    | 16       | Raph                                | Maserati    | 36            | Silnik             |                        |
|                   |    | 18       | Pierre Levegh                       | Maserati    | 25            | Wypadek            |                        |
|                   |    | 22       | Emmanuel de Graffenried             | Maserati    | 21            | Silnik             |                        |
|                   |    | 42       | Luigi Villoresi                     | Maserati    | 4             | Silnik             |                        |
|                   |    | 26       | Leslie Brooke                       | ERA         | 1             | Silnik             |                        |
|                   |    | 10       | Luigi Chinetti                      | Talbot-Lago | 1             | Silnik             |                        |
| P                 | Nr | Kierowca | Konstruktor                         | Okr.        | Czas / Strata | Komentarz          |                        |

### Najszybsze okrążenie
Źródło: silhouet.com
| Nr | Kierowca       | Konstruktor | Czas   | Okr. |
| -- | -------------- | ----------- | ------ | ---- |
| 44 | Alberto Ascari | Maserati    | 3:17,5 |      |

| Nr | Kierowca        | Konstruktor | Czas   | Okr. |
| -- | --------------- | ----------- | ------ | ---- |
| 42 | Luigi Villoresi | Maserati    | 3:17,5 |      |

| Nr | Kierowca | Konstruktor | Czas   | Okr. |
| -- | -------- | ----------- | ------ | ---- |
| 16 | Raph     | Maserati    | 3:17,5 |      |